# Ane Ulimoen Øverli
Ane Ulimoen Øverli (* 1. Dezember 1990) ist eine norwegische Schauspielerin.

## Leben
Øverli stammt aus der Kommune Gjøvik. Nach ersten Kurzfilm- und Fernsehserientätigkeiten gab sie 2016 im Historienfilm The Last King – Der Erbe des Königs in der weiblichen Hauptrolle der Inga of Varteig ihr Spielfilmdebüt. 2019 stellte sie in acht Episoden der Fernsehserie Blank die Rolle der Ida dar. Wiederkehrende Rollen erhielt sie später in den Fernsehserien Exit im Jahr 2021 und Fenris im Jahr 2022.

## Filmografie (Auswahl)
- 2015: Where we Are (Kurzfilm)
- 2015: Jung & vielversprechend (Unge lovende, Fernsehserie, 2 Episoden)
- 2016: The Last King – Der Erbe des Königs (Birkebeinerne)
- 2016: Mamma (Kurzfilm)
- 2016: Blank Løgn (Kurzfilm)
- 2017: Semper Fi (Kurzfilm)
- 2019: Pferde stehlen (Ut og stjæle hester)
- 2019: Blank (Fernsehserie, 8 Episoden)
- 2020: Tape (Kurzfilm)
- 2021: Exit (Fernsehserie, 5 Episoden)
- 2022: Fenris (Fernsehserie, 6 Episoden)
- 2022: Ein Sturm zu Weihnachten (A Storm for Christmas, Miniserie, Episode 1x06)